# Egipčanski muzej, Berlin
Egipčanski muzej v Berlinu (nemško Ägyptisches Museum und Papyrussammlung, slovensko: Egipčanski muzej in zbirka papirusov) je dom ene od najpomembnejših svetovnih zbirk egipčanskih starin in ikonskega doprsnega kipa kraljice Nefretete. Od oktobra 2009 je zbirka del ponovno odprtega Neues Museum (novega muzeja) na berlinskem Muzejskem otoku.

## Zgodovina
Muzej je nastal v 18. stoletju iz zbirke umetnin pruske kraljevske rodbine Hohenzollern. Alexander von Humboldt je priporočil, da se ustanovi poseben egipčanski oddelek. Prvi predmeti zanj so prišli v Berlin leta 1828 pod kraljem Friderikom Viljemom III. Na začetku so bili razstavljeni v palači Monbijou. Oddelek je vodil tržaški trgovec Giuseppe Passalacqua (1797-1865), katerega zbirka je tvorila osnovo egipčanske muzejske zbirke. Dodatne predmete je v muzej pripeljala odprava v Egipt in Nubijo leta 1842-1845 pod vodstvom Karla Richarda Lepsiusa.
Leta 1850 so zbirko preselili v sedanje prostore Neues Museum, zgrajenega po načrtih Friedricha Augusta Stülerja. Doprsni kip kraljice Nefretete, odkrit med izkopavanji Ludwiga Borchardta  v  Amarni, je muzeju poklonil podjetnik Henri James Simon leta 1920. Kip je zelo hitro postal najslavnejši razstavni predmet. 
Med drugo svetovno vojno je bil Neues Museum med strateškimi bombardiranji zelo poškodovan. Po vojni sta si muzejsko zbirko razdelila Vzhodni in Zahodni Berlin. Glavnina zbirke je  ostala v Vzhodnem Berlinu in bila razstavljena v Bodejevem muzeju, predmeti, ki so bili evakuirani v Zahodno Nemčijo, pa so se vrnili v Zahodni Berlin. Od leta 1967 do 2004 so bili razstavljeni nasproti palače Charlottenburg. Po združitvi Nemčije sta se vzhodna in zahodna zbirka ponovno združili in vrnili na Muzejski otok.

## Zbirka
Zbirka vsebuje starine iz obdobja od okoli leta 4000 pr. n. št. (preddinastično obdobje) do rimskega obdobja. Večina predmetov je iz Ehnatonovega obdobja okoli leta 1340 pr. n. št. Zbirka je bila leta 2005 preseljena iz Charlottenburga v Altes Museum in po obnovitvi Neues Museum oktobra 2009 vrnjena na Muzejski otok.
Najslavnejši razstavljeni predmet je izjemno dobro ohranjen in živahno pobarvan doprsni kip kraljice Nefretete.

## Galerija
- Eduard Gaertner (1862): Egipčansko dvorišče v Neues Museum, litografija
- Kip deklice z mačko in kip mlade ženske, Osemnajsta dinastija okoli 1380 pr. n. št. in Devetnajsta dinastija, Abusir in Tebe
- Glava kipa Ptolemaja X. (vladal 110-88 pr. n. št.)
- Nefretete, 1338 pr. n. št.
- Nefretete
- Glava amarnske princece
- Ehnaton
- Svečenik Tai-tai, Novo kraljestvo, Osemnajsta dinastija, 1380 pr. n. št.
- Ehnaton in Nefretete s svojimi otroki, amarnsko obdobje, 1350 pr. n. št.
- Kraljica Tije, amarnsko obdobje, 1355 pr. n. št.
- Berlinska zelena glava, 500 pr. n. št.